# Asger Rygs Gade
Asger Rygs Gade er en gade på Vesterbro i København, der går fra Sønder Boulevard til Ingerslevsgade. Den blev navngivet i 1907 efter den sjællandske stormand Asser Rig (ca. 1080 - ca. 1151), der var far til Absalon og Esbern Snare. Gaden indgår i en gruppe af gader, der er opkaldt efter personer fra Saxos Danmarkshistorie.
Gaden er en kort brolagt gade, der er omgivet af traditionelle etageejendomme fra slutningen af 1900'erne. I karréen Arkonagade / Sønder Boulevard / Asger Rygs Gade / Ingerslevsgade ligger det fælles gårdanlæg Fjenneslevgaard. Det fik sin nuværende udformning med beplantning og fællesarealer ved en sanering i 1998-1999. Navnet på gården skyldes, at det står på ejendommen ud mod Ingerslevsgade.